# 52860 Meganediet
52860 Meganediet este o planetă minoră (asteroid) din centura de asteroizi. A fost descoperită pe 16 septembrie 1998 la Caussols de OCA-DLR Asteroid Survey⁠(d). 
Obiectul prezintă o orbită caracterizată de o semiaxă mare de 2,2632908814262 UAi, o excentricitate de 0,029851057948849, o înclinație de 6,8382632870403 ° în raport cu ecliptica.